# استان غربی (کنیا)
استان غربی (به لاتین: Western Province) یکی از استان‌های کنیا بود.

## خصوصیات
استان غربی ۷٬۴۰۰٫۴ کیلومترمربع مساحت و ۴٬۳۳۴٬۲۰۲ نفر جمعیت داشت.